# E8 (U-Boot)
HMS E8 war ein Unterseeboot der E-Klasse der britischen Royal Navy, das im Ersten Weltkrieg hauptsächlich in der Ostsee eingesetzt wurde.

## Geschichte

### Bau und Indienststellung
E8 war das letzte der nach dem ursprünglichen Entwurf gebauten Untergruppe von U-Booten der E-Klasse, die zu Beginn des Ersten Weltkriegs den leistungsfähigsten und neuesten mittleren U-Boot-Typ der Royal Navy repräsentierten.
Das Boot wurde nach seiner Indienststellung unter Lt. Cdr. Francis Goodhart der „8th submarine flotilla“ in Harwich zugeteilt und für Patrouillenfahrten in der Nordsee eingesetzt.

### Erster Weltkrieg

#### Nordsee
Zu Beginn des Ersten Weltkriegs unternahm das Boot zusammen mit dem Schwesterboot E6 eine Aufklärungsfahrt in die Deutsche Bucht, um die Verteilung und Organisation der deutschen Vorpostenstreitkräfte aufzuklären. Die dabei gewonnenen Erkenntnisse waren die Grundlage für den britischen Angriffsplan für das erste Seegefecht bei Helgoland am 28. August 1914. Bei diesem Gefecht gehörte E8 zum zweiten U-Boot-Streifen, welcher die herausgelockten deutschen Kräfte vernichten sollte.
Im Mai 1915 patrouillierte das Boot vor der deutschen Küste, sichtete dabei das deutsche Marineluftschiff L 9 und beschoss es. Umgehend griff das Luftschiff E8 mit mehreren Bomben an und zwang es zu tauchen.

#### Ostsee

##### Verlegung
Im August 1915 verlegte E8 zusammen mit dem Schwesterboot E13 durch den Öresund in die Ostsee, um dort die russische Baltische Flotte zu unterstützen und den deutschen Handelsschiffsverkehr mit den skandinavischen Ländern zu bekämpfen. Am 8. August 1915 verließ es zusammen mit dem Schwesterschiff den Stützpunkt in Harwich und passierte den Sund am 15. August 1915.

##### Versenkung derPrinz Adalbert

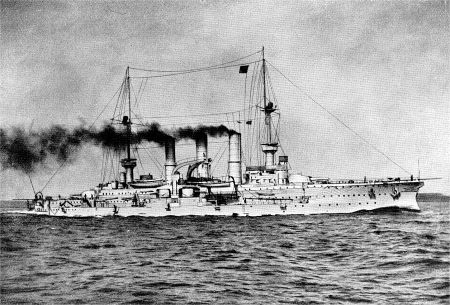
Der von E8 versenkte Große Kreuzer Prinz Adalbert im Jahr 1912

Der größte Erfolg des Bootes war die Versenkung des deutschen Großen Kreuzers Prinz Adalbert am 23. Oktober 1915. Um 8:34 Uhr wurde die Prinz Adalbert nach dem Auslaufen, etwa 20 Seemeilen vor dem von deutschen Truppen besetzten Libau, von E8 mit einem Torpedo aus etwa 1200 m Distanz getroffen. Der Torpedo traf das Munitionsmagazin im Vorderschiff, die Explosion riss das Schiff in zwei Teile, die sofort sanken. Nur drei der 675 Mann Besatzung konnten gerettet werden. Lt. Cdr. Francis Goodhart wurde für diesen Erfolg mit dem höchsten russischen Orden, dem St.-Georgs-Orden 4. Klasse, ausgezeichnet. Am 2. Mai 1916 erhielt Goodhart für seine Erfolge mit E8 von der britischen Admiralität den Distinguished Service Order. Am 15. Dezember 1916 übernahm Lt. Cdr. Thomas Kerr.
Während der Zeit des Ostseeeinsatzes war dem Boot auch stets ein russischer Verbindungsoffizier zugeteilt. Der bekannteste von ihnen war Aksel Berg, der sich von Juli 1916 bis Mai 1917 an Bord befand. Er war später, von 1953 bis 1957, stellvertretender sowjetischer Verteidigungsminister und gilt als einer der Begründer der sowjetischen Kybernetik.

##### Selbstversenkung
Am 4. April 1918 wurde E8 nach der Besetzung von Helsinki durch die deutsche Ostsee-Division zusammen mit drei Schwesterschiffen der E-Klasse, E1, E9 und E19, sowie drei U-Booten der C-Klasse, C26, C27 und C35, 1,5 sm (2,8 km) südlich des Leuchtturms von Harmaja selbstversenkt, um es nicht in deutsche Hand fallen zu lassen.

### Verschrottung
Das Wrack wurde im August 1953 gehoben und anschließend in Finnland abgebrochen.